# Beitostølen
Beitostølen er et byområde der ligger i Øystre Slidre kommune i Innlandet fylke i Norge.  Beitostølen ligger 900 meter over havet og havde 	349 indbyggere 1. januar 2018.  På grund af sin nærhed til Jotunheimen er Beitostølen et af de mest snesikre vintersportssteder i Europa.

## Beitostølen er kendt for
- Alpinbakker og 320 kilometer langrendsløyper.
- Årligt sæsonstart for verdenscupen (World Cup) i langrend.
- Ridderrennet, et langrendsløb for handicappede.
- Beitostølen Resort, et skisportssted og fjelddestination med 1.800 sengepladser.